# Frontinella hubeiensis
Frontinella hubeiensis là một loài nhện trong họ Linyphiidae.
Loài này thuộc chi Frontinella. Frontinella hubeiensis được Li & Da-xiang Song miêu tả năm 1993.